# باشگاه فوتبال نیکاکسا
باشگاه فوتبال نیکاکسا که اغلب با نام نیکاکسا شناخته می‌شود، یک باشگاه فوتبال حرفه‌ای مکزیکی در لیگ مکزیک است که در شهر آگوئاسکالینتس واقع شده‌است و در ورزشگاه ویکتوریا بازی می‌کند.
این تیم توانست در سال ۱۹۹۹ قهرمان جام قهرمانان کونکاکاف شد و توانست جواز حضور در جام باشگاه‌های جهان ۲۰۰۰ را به دست بیاورد. در مرحله گروهی، با تیم‌های منچستر یونایتد، ملبورن جنوبی و واسکو دوگاما همگروه شد. در بازی اول، این تیم مقابل منچستر یونایتد، نمایش قابل قبولی را نشان داد و در دقیقه ۱۴ توسط کریستین مونتسینوس به گل رسید. این برتری تا دقیقه ۸۸ ادامه داشت تا اینکه بالاخره دوایت یورک برای منچستر گلزنی کرد و بازی با نتیجه ۱–۱ مساوی شد. در بازی دوم، این تیم توانست ملبورن جنوبی را مغلوب کند و با سه گل کریستین مونتسیونس، آگوستین دلگادو و سالوادور کابررا، بازی را با نتیجه ۳–۱ برد. در بازی آخر، نیکاکسا با قهرمان آمریکای جنوبی، واسکو دوگاما روبرو شد که هر دو بازی قبلی خود را برده بود و نیکاکسا برای صعود به فینال مجبور بود این بازی را ببرد. در ابتدای بازی، این نیکاکسا بود که خوب عمل کرد و در دقیقه ۵ توسط الکس آگیناگا به گل رسید. اما در ادامه واسکو دوگاما با ۲ گل اودوان و روماریو، بازی را ۲–۱ برد و به فینال راه یافت. نیکاکسا هم با این باخت، همراه با منچستر یونایتد ۴ امتیازی بود؛ اما با تفاضل گل بهتر، توانست جایگاه دوم را از آن خود کند و به بازی رده‌بندی برای مقام سوم برود. در این بازی که آخرین بازی نیکاکسا در این تورنمنت بود، این تیم مقابل رئال مادرید اسپانیا قرار گرفت. ابتدا تیم اروپایی در دقیقه ۱۵ توسط رائول به گل رسید. نیمه اول با همین نتیجه به اتمام رسید اما نیکاکسا در نیمه دوم، توانست در دقیقه ۵۸ توسط دلگادو به گل برسد و خود را بازنده این دیدار نبیند. این نتیجه تا پایان وقت قانونی و وقت اضافه ادامه داشت و کار به ضربات پنالتی کشید. در ضربات پنالتی، نیکاکسا ۴ پنالتی از ۵ پنالتی خود را وارد دروازه کرد و به لطف خاویر دورادو، بازیکن رئال مادرید که پنالتی آخر تیمش را از دست داد، نیکاکسا توانست در مجموع ضربات پنالتی، ۴–۳ حریف مادریدی خود را شکست داده و به رتبه سوم برسد. تا قبل از سال ۲۰۲۰، عملکرد نیکاکسا به عنوان بهترین عملکرد یک تیم از آمریکای شمالی در این مسابقات بود تا اینکه در این سال، تیگرس اونال توانست عنوان نایب قهرمانی مسابقات را به دست بیاورد و بهترین عملکرد یک تیم از آمریکای شمالی در این مسابقات را داشته باشد.

## افتخارات

### داخلی
| نوع   | مسابقه                     | عنوان | فصل‌های قهرمانی                                                               | فصل‌های نایب قهرمانی                      |
| ----- | -------------------------- | ----- | ---------------------------------------------------------------------------- | ---------------------------------------- |
| مکزیک | لیگ دسته برتر مکزیک        | ۳     | ۹۵–۱۹۹۴، ۹۶–۱۹۹۵، اینویرنو ۱۹۹۸                                              | اینویرنو ۱۹۹۶، ورانو ۱۹۹۸، ورانو ۲۰۰۲    |
| مکزیک | جام حذفی مکزیک             | ۸     | ۲۵–۱۹۲۴، ۲۶–۱۹۲۵، ۳۳–۱۹۳۲، ۳۶–۱۹۳۵، ۶۰–۱۹۵۹، ۶۶–۱۹۶۵، ۹۵–۱۹۹۴، کلاوسورا ۲۰۱۸ | ۳۴–۱۹۳۳، ۴۰–۱۹۳۹، ۴۲–۱۹۴۱، کلاوسورا ۲۰۱۶ |
| مکزیک | جام کمپئونز                | ۲     | ۱۹۶۶، ۱۹۹۵                                                                   | ۱۹۶۰                                     |
| مکزیک | سوپر جام مکزیک             | ۱     | ۲۰۱۸                                                                         | ۲۰۱۹                                     |
| مکزیک | لیگ دسته دوم مکزیک         | ۴     | آپرتورا ۲۰۰۹، کلاوسورا ۲۰۱۰، آپرتورا ۲۰۱۴، کلاوسورا ۲۰۱۶                     |                                          |
| مکزیک | جام آسنسو                  | ۲     | ۱۰–۲۰۰۹، ۱۶–۲۰۱۵                                                             | ۱۵–۲۰۱۴                                  |
| مکزیک | لیگ برتر قهرمانی نیروی اول | ۴     | ۳۳–۱۹۳۲، ۳۵–۱۹۳۴، ۳۷–۱۹۳۶، ۳۸–۱۹۳۷                                           | ۲۵–۱۹۲۴، ۳۲–۱۹۳۱، ۴۰–۱۹۳۹                |

### قاره‌ای
| نوع      | مسابقه                   | عنوان | فصل‌های قهرمانی | فصل‌های نایب قهرمانی |
| -------- | ------------------------ | ----- | -------------- | ------------------- |
| کونکاکاف | لیگ قهرمانان کونکاکاف    | ۱     | ۱۹۹۹           | ۱۹۹۶                |
| کونکاکاف | جام برندگان جام کونکاکاف | ۱     | ۱۹۹۴           |                     |

### دیگر
| نوع            | مسابقه    | عنوان | فصل‌های قهرمانی | فصل‌های نایب قهرمانی |
| -------------- | --------- | ----- | -------------- | ------------------- |
| جام لیبرتادورس | اینترلیگا | ۱     | ۲۰۰۷           |                     |